# High Tide
High Tide est un éphémère groupe de rock britannique, fondé en 1969 et dissout l'année suivante. Il se compose du guitariste Tony Hill (ex-Misunderstood), du violoniste Simon House, du bassiste Pete Pavli et du batteur Roger Hadden. Le son du groupe, particulièrement lourd pour l'époque, est caractérisé par l'opposition entre la guitare de Hill et le violon de House.
High Tide ne rencontre pas le succès et se sépare après un an d'existence et deux albums. Simon House rejoint par la suite Hawkwind.

## Discographie

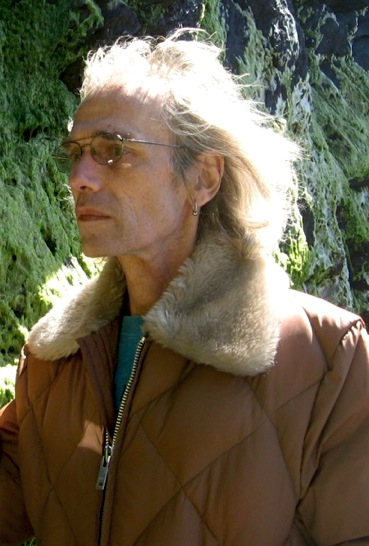
Simon House en 2008.

- 1969 : Sea Shanties
- 1970 : High Tide